# Willimantic
Willimantic é uma Região censo-designada localizada no estado americano de Connecticut, no Condado de Windham.

## Demografia
Segundo o censo americano de 2000, a sua população era de 15.823 habitantes.

## Geografia
De acordo com o United States Census Bureau tem uma área de
11,7 km², dos quais 11,4 km² cobertos por terra e 0,3 km² cobertos por água. Willimantic localiza-se a aproximadamente 84 m acima do nível do mar.

## Localidades na vizinhança
O diagrama seguinte representa as localidades num raio de 24 km ao redor de Willimantic.